# Il delitto non paga (film)
Il delitto non paga (Le Crime ne paie pas) è un film a episodi del 1961 diretto da Gérard Oury, con Louis de Funès, Rosanna Schiaffino e Gino Cervi. Composto da quattro sketch distinti, intitolati Le Masque, L'Affaire Hugues, L'Affaire Fenayrou e L'Homme de l'avenue.

## Trame degli episodi
- Le Masque (La maschera) (interpretato da Edwige Feuillère et al.) – Sceneggiatura: Jean Aurenche & Pierre Bost

Ambientato nel secolo XV, la duchessa veneziana Donna Lucrezia, avendo scoperto che il suo amante, il cavalier Giraldi la tradisce, lo fa uccidere dai suoi spadaccini. Ma la rivale, la bella Antonella, che è anche la sua dama di compagnia, decide di vendicarne la morte.
- L'Affaire Hugues (Il caso Hugues) (interpretato Michèle Morgan et al.) – Sceneggiatura: Henri Jeanson & René Wheeler

Nel XIX secolo, il deputato socialista francese Clovis Hugues viene implicato suo malgrado in una macchinazione che vuole rovinare l'onore e la reputazione di sua moglie, Jeanne Royannez.
- L'Affaire Fenayrou (il caso Fenayrou) (interpretato da Pierre Brasseur et al.) – Sceneggiatura: Pierre Boileau & Thomas Narcejac

All'inizio del XX secolo, una giovane donna, Gabrielle Fenayrou, fa ammazzare il suo amante da suo marito, per poi uccidere anche quest'ultimo da un terzo uomo.
- L'Homme de l'avenue (L'uomo della strada) (interpretato da Louis de Funès et al.) – Sceneggiatura: Frédéric Dard

Pierre Marsais, uscendo dal cinema dopo aver visto i precedenti tre episodi, viene ucciso da un'auto guidata dal colonnello Roberts. Volendo avvertire la vedova del morto, il colonnello scoprirà che Pierre era in procinto di assassinare sua moglie proprio nell'istante in cui è avvenuto l'incidente stradale.

## Produzione

Louis de Funès e Danielle Darrieux in una scena del film

Il già attore Max Gérard Houry Tannenbaum, meglio conosciuto come Gérard Oury, fece il suo debutto alla regia nel 1959 con La Main chaude, seguito poi da La Menace nel 1960. Il suo successivo progetto, Le Crime ne paie pas (Il crimine non paga) è stata una pellicola molto più importante delle altre. Questo dramma del crimine è stata una produzione italo-francese, adattata dal fumetto di Paul Gordeaux pubblicato ad episodi tra il 1950 e il 1972 sul quotidiano francese France Soir: quattro storie di gelosia, passione, vendetta e onore, che forniscono il movente degli omicidi.
Diversi grandi nomi del cinema francese furono invitati da Gérard Oury a partecipare al film. L'attore François Périer accettò di prestare la sua voce per guidare lo spettatore attraverso le varie ambientazioni storiche del film, a partire da una notte veneziana del XV secolo e terminante alla vigilia di Natale 1961. "Una splendida partitura musicale divino del maestro Georges Delerue si integra perfettamente ai momenti atmosferici e intimi del film. Infine, non dimentichiamo i comprimari sapientemente scelti e le prestazioni di qualità dei quattro luminari principali, che sono Edwige Feuillère, Michèle Morgan, Annie Girardot e Danielle Darrieux. Nonostante le molte critiche, il film ha attratto un pubblico di 1,3 milioni, rendendo questo il primo grande successo di Gérard Oury."
Durante le riprese, l'attore Louis de Funès ebbe a dire al regista Oury: "Dentro di me sento che tu sei più un regista di commedie, e io sono proprio sicuro che sarai in grado di esprimerti completamente quando lo capirai." Stranamente, dopo questo film Gérard Oury segnò la storia del cinema francese con pellicole come Colpo grosso ma non troppo, Tre uomini in fuga e Le folli avventure di Rabbi Jacob, tre dei più popolari film comici francesi di tutti i tempi.